# SUPER DRIVE (アルバム)
『SUPER DRIVE』（スーパー・ドライブ）は、日本のアイドル歌手・郷ひろみが1979年12月21日にCBS・ソニーから発売した13枚目のオリジナルアルバムである。

## 内容
前作『THE BEST 郷ひろみ』から約1ヶ月ぶり、オリジナルアルバムとしては『LOOKIN' FOR TOMORROW』から約4ヶ月ぶりの作品。
今作はアメリカ合衆国ニューヨーク州・ニューヨーク市にて自身初の海外レコーディングで行われた。音源は24丁目バンドが担当しており、サウンド面ではシティ・ポップ色が強い作品となっている。
ジャケットデザインは横尾忠則が手掛けた。

## 収録曲

### LP盤
| 全編曲: 萩田光雄。 |                                                    |            |            |       |
| #                  | タイトル                                           | 作詞       | 作曲       | 時間  |
| 1.                 | 「朝陽のプロローグ」(33rdシングルのカップリング曲) | 竜真知子   | 林哲司     | 3:08  |
| 2.                 | 「マイ レディー」(32ndシングルの表題曲)            | 唐沢晴之介 | 唐沢晴之介 | 3:44  |
| 3.                 | 「WANNA BE TRUE」                                  | 岡田冨美子 | 萩田光雄   | 3:35  |
| 4.                 | 「地平線の見える時」                               | 岡田冨美子 | 芳野藤丸   | 3:57  |
| 5.                 | 「SOMEONE LIKE YOU -君に似た誰かが-」              | 竜真知子   | 菅原進     | 4:51  |
| 合計時間:          | 合計時間:                                          | 合計時間:  | 合計時間:  | 19:15 |

| 全編曲: 萩田光雄。 |                                         |            |           |       |
| #                  | タイトル                                | 作詞       | 作曲      | 時間  |
| 1.                 | 「FEEL LIKE GOIN' HOME -夢が住む街へ-」 | 竜真知子   | 林哲司    | 3:51  |
| 2.                 | 「夜遊び」                              | 岡田冨美子 | 芳野藤丸  | 3:37  |
| 3.                 | 「入江にて」                            | 竜真知子   | 林哲司    | 4:30  |
| 4.                 | 「哀愁ニューヨーク」                    | 岡田冨美子 | 菅原進    | 2:53  |
| 5.                 | 「LONELY NIGHT」                        | 竜真知子   | 萩田光雄  | 3:49  |
| 合計時間:          | 合計時間:                               | 合計時間:  | 合計時間: | 18:40 |

### CD盤
| 全編曲: 萩田光雄。 |                                         |            |            |       |
| #                  | タイトル                                | 作詞       | 作曲       | 時間  |
| 1.                 | 「朝陽のプロローグ」                    | 竜真知子   | 林哲司     | 3:08  |
| 2.                 | 「マイ レディー」                       | 唐沢晴之介 | 唐沢晴之介 | 3:44  |
| 3.                 | 「WANNA BE TRUE」                       | 岡田冨美子 | 萩田光雄   | 3:35  |
| 4.                 | 「地平線の見える時」                    | 岡田冨美子 | 芳野藤丸   | 3:57  |
| 5.                 | 「SOMEONE LIKE YOU -君に似た誰かが-」   | 竜真知子   | 菅原進     | 4:51  |
| 6.                 | 「FEEL LIKE GOIN' HOME -夢が住む街へ-」 | 竜真知子   | 林哲司     | 3:51  |
| 7.                 | 「夜遊び」                              | 岡田冨美子 | 芳野藤丸   | 3:37  |
| 8.                 | 「入江にて」                            | 竜真知子   | 林哲司     | 4:30  |
| 9.                 | 「哀愁ニューヨーク」                    | 岡田冨美子 | 菅原進     | 2:53  |
| 10.                | 「LONELY NIGHT」                        | 竜真知子   | 萩田光雄   | 3:49  |
| 合計時間:          | 合計時間:                               | 合計時間:  | 合計時間:  | 37:55 |

## 参加ミュージシャン
- 郷ひろみ：Vocal

24丁目バンド
- ハイラム・ブロック：Guitar
- クリフォード・カーター：Keyboards
- ウィル・リー：Bass
- スティーヴ・ジョーダン：Drums

## タイアップ
- TBS系列水曜劇場枠ドラマ『家路〜ママ・ドント・クライ』挿入歌 (#2)